# 의창대로
의창대로(St. Uichang-daero., 義昌大路, 국도 제14호선의 일부)는 창원시 의창구 소계동과 동읍 봉산리를 잇는 창원시의 간선도로이다. 소계광장에서 도계광장까지 버스전용차로가 양방향으로 설치되어 있다.
도계광장에서 동읍까지는 한때 국도 제25호선의 일부이기도 하였으나, 지금 국도 제25호선은 도시고속도로인 해원로로 노선이 변경되었다.

## 역사
- 2009년 7월 10일 : 2개 이상 시·도에 걸쳐 있는 도로로 의창대로를 고시[1]

## 주요 경유지
- 소계광장 ~ 창원역 ~ 도계광장 ~ 동읍삼거리 ~ 동창원 나들목

## 노선

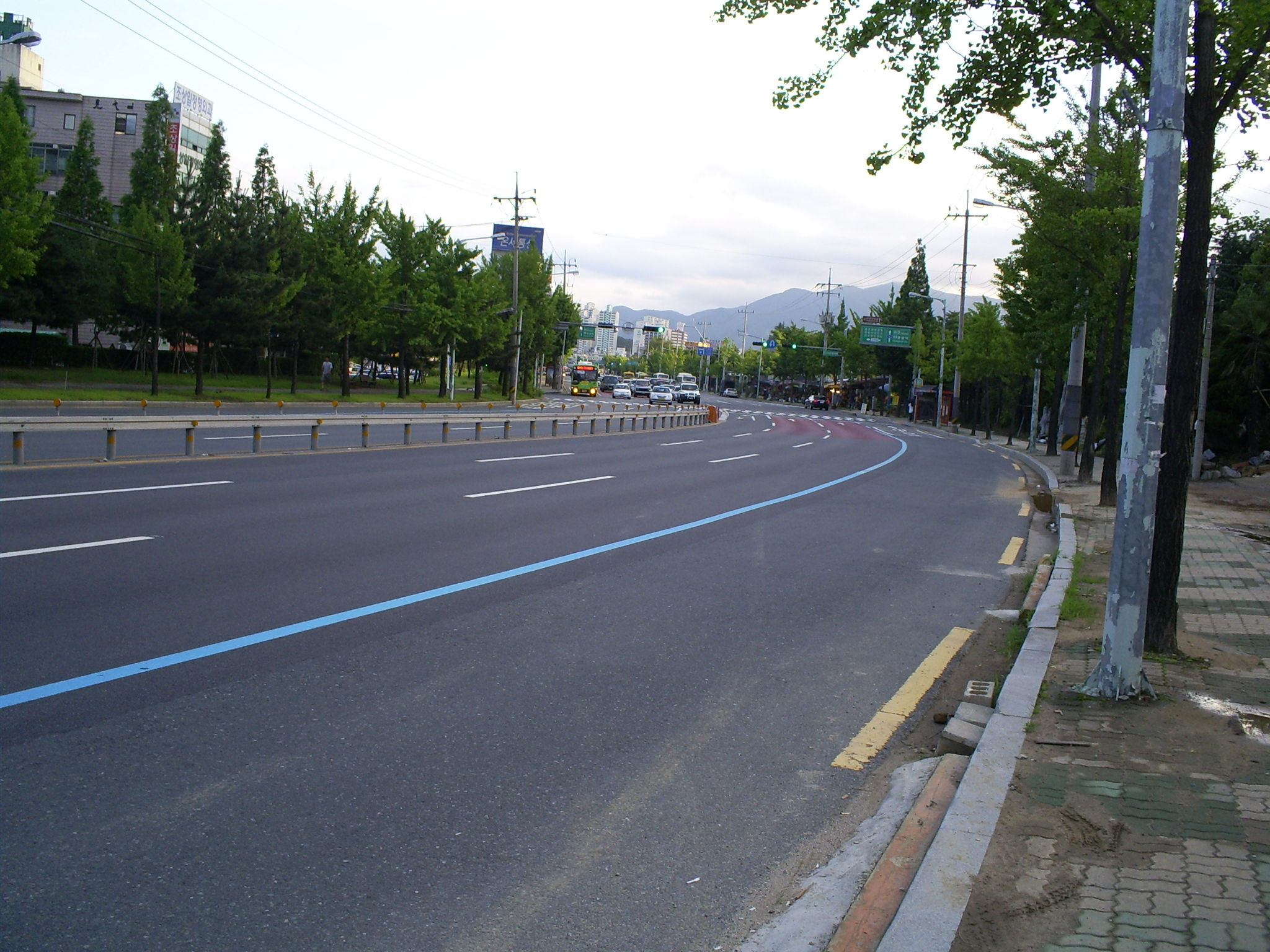
의창대로

| 이름            | 접속 노선                        | 소재지          | 소재지          | 비고            |
| 3.15대로와 직결 | 3.15대로와 직결                  | 3.15대로와 직결 | 3.15대로와 직결 | 3.15대로와 직결 |
| --------------- | -------------------------------- | --------------- | --------------- | --------------- |
| 창원육교        |                                  | 창원시          | 의창구          |                 |
| 소계광장 교차로 | 창원대로                         | 창원시          | 의창구          |                 |
| 창원역삼거리    | 사화로                           | 창원시          | 의창구          |                 |
| 서상삼거리      | 남산로                           | 창원시          | 의창구          |                 |
| 동정삼거리      | 서상로                           | 창원시          | 의창구          |                 |
| 의창사거리      | 천주로                           | 창원시          | 의창구          |                 |
| 중동사거리      | 평산로 의창대로 261번길          | 창원시          | 의창구          |                 |
| 도계광장 교차로 | 원이대로                         | 창원시          | 의창구          |                 |
| 용강 교차로     | 의창대로421번길                  | 창원시          | 의창구          |                 |
| 용암삼거리      | 의창대로491번길                  | 창원시          | 의창구          |                 |
| 남산사거리      | 용남길                           | 창원시          | 의창구          |                 |
| 남산 교차로     | 해원로                           | 창원시          | 의창구          |                 |
| 동읍삼거리      | 국가지원지방도 제30호선 (동읍로) | 창원시          | 의창구          |                 |
| 자여사거리      | 자여로 신방로                    | 창원시          | 의창구          |                 |
| 동창원 나들목   | 제10호선 남해고속도로            | 창원시          | 의창구          |                 |
| 김해대로와 직결 |                                  |                 |                 |                 |